# Sudimoroharjo
Sudimoroharjo is een bestuurslaag in het regentschap Nganjuk van de provincie Oost-Java, Indonesië. Sudimoroharjo telt 6005 inwoners (volkstelling 2010).